# Warrenton (Georgia)
Warrenton – miasto w Stanach Zjednoczonych, w stanie Georgia, siedziba administracyjna hrabstwa Warren.